# Општина Ницкидорф (Тимиш)
Ницкидорф (рум. Niţchidorf) општина је у Румунији у округу Тимиш.
Oпштина се налази на надморској висини од 123 m.